# دودلي ألين باك
دودلي ألين باك (بالإنجليزية: Dudley Allen Buck) هو مهندس أمريكي، ولد في 25 أبريل 1927 في سان فرانسيسكو في الولايات المتحدة، وتوفي في 21 مايو 1959.